# Anyela Galante
Anyela Galante Salerno (Guanare; 22 de febrero de 1991) es una modelo, actriz y reina de belleza venezolana ganadora del título Miss Venezuela Mundo 2015 siendo la representante de dicho país en el Miss Mundo 2015.

## Biografía
Anyela nació en Guanare, estado Portuguesa en febrero de 1991. Es estudiante de Contaduría Pública en la Universidad Centroccidental Lisandro Alvarado y Comunicación Social en la Universidad Fermín Toro. Practicó natación durante 7 años y Tiro con Arco por 3 años, donde llegó a formar parte de la selección estatal de Portuguesa y convertirse en atleta de alto rendimiento.
Anyela es sobreviviente del cáncer de tiroides que la mantuvo en intervenciones quirúrgicas y tratamiento médico entre los años 2011 y 2012. Galante trabaja colaborando con las personas del área oncológica (niños, mujeres y hombres que sufren de la enfermedad cáncer); siendo voluntaria en la fundación del "Banco de Piel de Venezuela" en Barquisimeto, y también en Guanare en la parte oncológica de niños en el hospital Dr. Miguel Oraa en la Fundación Sueños y Esperanzas.

## Miss Venezuela Mundo 2015
Anyela participó en la tercera edición del certamen Miss Venezuela Mundo que se llevó a cabo el 4 de julio en Caracas, Venezuela donde compitió con otras 11 candidatas; al final de la noche fue coronada como Miss Venezuela Mundo de manos de su predecesora Debora Menicucci. Galante  participará en actividades de responsabilidad social como parte del eslogan de la Organización Miss Mundo, "Belleza con Propósito".

## Miss Mundo 2015
Como parte de sus responsabilidades como Miss Venezuela Mundo, Anyela representó a Venezuela en el certamen Miss Mundo 2015 que se llevó a cabo en China en diciembre de 2015, donde compitió con más de 100 candidatas por el título mundial que ostentaba la sudafricana Rolene Strauss. Galante no avanzó al cuadro de finalistas la noche final. Miss España se alzó con el título de belleza.
La última vez que Venezuela clasificó entre las finalistas del certamen mundial fue en 2011; cuando Ivian Sarcos se convirtió en la sexta venezolana en ganar el título.
| Predecesor: Debora Menicucci | Miss Venezuela Mundo 2015 | Sucesor: Diana Croce |